# Portfolio
Pour l'album de la chanteuse Grace Jones, voir Portfolio (album).
Un portfolio ou portefolio est un dossier personnel dans lequel les acquis de formation et les acquis de l'expérience d'une personne sont définis et démontrés en vue d'une reconnaissance par un établissement d'enseignement ou un employeur. Avec le développement du numérique, on parle maintenant de  e-portfolio ou portfolio numérique.

## Description
Étymologiquement, le terme « portfolio », d'origine italienne, vient de deux mots latins, à savoir portare qui signifie « porter », et folium pour « feuille de papier », ce qui donne une proxémie linguistique avec « portefeuille », terme employé en français dans le sens de « serviette », de « cartable », de « porte-documents », dès les années 1830. Vers 1713, le terme italien passe dans la langue anglaise et désigne un étui cartonné pour protéger et transporter des documents non reliés, prenant la forme d'un carton double pliant. Ce terme est utilisé dès cette époque par les collectionneurs et marchands de dessins et d'estampes,.
Ce terme lié à la papeterie est utilisé dans plusieurs domaines, dont les beaux-arts. Le portfolio sert à présenter les meilleures réalisations et à faire état de l’expertise d'une personne. 
Le terme portfolio est fréquemment employé dans le domaine des arts, en particulier dans les domaines du graphisme, de la photographie et encore du game design. On rencontre également le faux anglicisme « book ». Le portfolio est utilisé pour la présentation de projets artistiques voués à la diffusion. Par exemple, l'artiste désirant répondre à un appel d'offres sur dossier lancé par une galerie d'art et/ou une salle de spectacle devra réaliser un portfolio en fonction de cet objectif. Le portfolio diffère du curriculum vitæ dans le sens où les renseignements qu'il contient sont articulés en fonction d'un objectif, par exemple une demande d'emploi, et qu'il doit aussi présenter des preuves des acquis de la personne, dans une démarche de reconnaissance des acquis ou d'une validation des acquis. Il est le résultat d'une démarche personnelle et il demeure la propriété de son auteur qui reste maître de son utilisation et de sa maintenance.
Le portfolio au format papier est apparu à partir du début du XXe siècle, le portfolio numérique, lui, est apparu dans les années 1990, d'abord sur support CD. Le portfolio en ligne est apparue à partir des années 2000 avec la possibilité de partager des documents et des ressources diverses. Aujourd’hui, le e-portfolio (ou portfolio numérique) est particulièrement lié aux réseaux sociaux. À l’origine, le portfolio papier a pour but de présenter des documents en vue d’un évènement comme un entretien d’embauche. De son côté, le e-portfolio peut répondre à des besoins différents tels que la présentation de documents attestant de compétences en vue d’une certification (exemple : VAE). Cet élargissement du champ d’action du e-portfolio est justement permis par ce passage du format papier au format numérique. Le e-portfolio a été sujet à une « effet de mode » dans les universités entre 2010 et 2015 où de nombreux projets de création de e-portfolio ont été observés. De plus, une diminution du nombre de publications scientifiques sur le sujet a également été observée à partir de 2015, attestant donc d’une diminution progressive de l’attention accordée à ce type de démarche[réf. nécessaire].

## Typologie
On peut distinguer plusieurs formes de portfolio :
- Portfolio professionnel : site où une personne ou un groupe présente ses réalisations, comment être contacté-e, ses intentions, ses prestations, bref le site de profil d'une personne ou d'une entreprise.
- Portfolio d'apprentissage[6] (ou e-Portfolio, i-portfolio, portfolio numérique[6],[7] ou de développement[7] : dossier numérique qui démontre la progression et le développement des compétences de l'apprenant sur une période de temps. Ce dossier inclut en général des éléments d'auto-évaluation, des réflexions et des commentaires de tiers apportés par l'enseignant ou le tuteur permettant qu'une nouvelle forme de communication plus riche s'établisse entre eux.
- Portfolio d'évaluation[7] : dossier numérique qui sert principalement à évaluer les compétences d'un apprenant dans un domaine bien défini en fonction des objectifs de départ et des standards du programme.
- Portfolio de présentation[7] : dossier numérique servant à démontrer les compétences et travaux d'un apprenant. Il s'agît donc essentiellement de réussites que l'apprenant souhaite montrer en général à de potentiels employeurs à la fin de la formation.
- Portfolio hybride[6] : la plupart des ePortfolios sont des hybrides des portfolios mentionnés plus haut car il est rare qu'ils ne contiennent qu'une forme de contenus.